# مصاف

مصاف سلاح انفرادی ساخت وزارت دفاع جمهوری اسلامی ایران است. این سلاح با وزن ۳ کیلوگرم بدون خشاب و ۳٫۲ کیلوگرم با خشاب و کالیبر ۵/۵۶ میلی‌متر و ۷/۶۲ و با خشاب‌های ۲۰ و ۳۰ تیری، دارای شش خان راست گرد است و با نواخت متوسط ۷۰۰ تیر در دقیقه، ۳۵۰ متر برد مؤثر دارد. این سلاح در نمایشگاه دستاوردهای وزارت دفاع و پشتیبانی نیروهای مسلح در سال ۱۴۰۲ نیز به مناسبت روز صنعت دفاعی برای وابستگان نظامی خارجی مقیم ایران به نمایش درآمد.
در بهمن ۱۴۰۳، پروسه جایگزینی سلاح‌های ژ۳ در ارتش ایران با این اسلحه آغاز شد.
به نظر می‌رسد این اسلحه از مهندسی معکوس اسلحه آلمانی هکلر و کخ اچ‌کی۴۱۶ ساخت کمپانی هکلر و کخ ساخته شده باشد.

## ویژگی‌های این اسلحه
ویژگی‌های فنی و عملکردی این اسلحه عبارتند از:
1. - وزن و ابعاد:
  - - وزن بدون خشاب: ۳ کیلوگرم
  - - وزن با خشاب: ۳٫۲ کیلوگرم
  - - کالیبر: ۵٫۵۶ میلی‌متر و ۷٫۶۲ میلی‌متر
2. - ظرفیت خشاب و نرخ شلیک:
  - - خشاب‌های ۲۰ و ۳۰ تیری
  - - نرخ آتش متوسط: ۷۰۰ تیر در دقیقه
3. - برد و دقت:
  - - برد مؤثر: ۳۵۰ متر
  - - تعداد خان: شش خان راست گرد برای افزایش دقت شلیک
4. - قابلیت‌ها و تجهیزات:
  - - ریل‌های متنوع برای نصب تجهیزات جانبی مانند دوربین و فلاش‌لایت
  - - قنداق تلسکوپی که می‌تواند به تنظیم طول سلاح برای تناسب با شرایط مختلف کمک کند.
  - - سبک و قابل حمل، مناسب برای عملیات‌های ویژه
  - - قابلیت استفاده در عملیات کماندویی به دلیل طراحی مقاوم و کاربرد